# 世界圍繞你
《世界圍繞你》（羅馬化：Lok Mun Rop Thoe），是一部由安·通巴頌擔任製作，吉拉宇·唐思蘇克、梅拉達·蘇斯麗和帕瑞斯·因塔拉科瑪亞蘇特領銜主演的都會愛情連續劇。Ch3Thailand於2023年11月27日的線上推介會「Taste of Drama」釋出先導預告，預計2024年7月22日於泰國第3電視台首播。

## 劇情簡介
一部關於三個好朋友：Tawan、Mana和Chin三人間的友誼、競爭及愛情的成長劇。
Tawan（梅拉達·蘇斯麗 飾）、Mana（吉拉宇·唐思蘇克 飾）、Chin（帕瑞斯·因塔拉科瑪亞蘇特 飾）自小學就一同在育幼院生活，所以三個人的關係非常親密。Tawan夢想成為新聞主播，而Mana和Chin只希望看到Tawan快樂。因為兩人都喜歡Tawan，但都沒有人說出口。
當三人獲得Amnat Anan學校的獎學金後，他們的生活開始發生變化⋯⋯
Amnat Anan是一所著名的國際學校，該校由Tawan的偶像，著名新聞主播Phanida的家族所營運，讓Tawan下定決心跟隨Phanida的腳步進軍媒體界。
但這條路因為Phanida的兒女Pat（泰特·亨利·邁倫 飾）和Penny（洛蕾娜·舒特 飾）而變得更加艱辛。Pat對Tawan頗有好感，但Penny很討厭Tawan。因為她不想讓Tawan奪走哥哥和母親的愛。
Tawan、Mana和Chin在學校常被其他同學欺負，但靠著三人互相扶持，為彼此打氣，終於成功畢業了。直到Pat在某天意外失蹤⋯⋯由於沒有人有Pat失蹤的任何線索，因此三人的生活又因為此次事件而再次改變。
畢業後，Mana和Tawan搬到曼谷定居；至於Chin，他必須解決他造成的問題，努力工作，賺錢供Tawan讀大學直到畢業。
步入工作年齡讓Tawan、Mana和Chin有機會再聚首，三人都決心帶領自己實現曾經的夢想。Tawan 在 Amnat Anan Station找到了工作，並成為一名訓練有素的記者。在這裡，Tawan遇到了Paul（瓦凌通·班哈甘 飾），他是電視台台長兼新聞部主管Nakin的兒子。兩人在工作中相處得很好，這使Penny更加嫉妒了。同時，Chin改名為Rachan，並與熟識的前輩Kai和Thep做起網路生意；而Mana，他在好友Narin與Ford的幫助下開始了新的生意。
Tawan、Mana及Chin三人的人生，各有各的路要走，但命運卻造就了這三個好友因為Pat的失蹤案再次相聚。這三人與Pat的失蹤有何關係？還有包括他們三人殘存的愛情習題，將以什麼方式結束呢？

## 演員陣容
註：括號內的演員姓名為小名。

### 主要演員
- 梅拉達·蘇斯麗（Bow） 飾演 Tawan Chaisaengrak
- 吉拉宇·唐思蘇克（James） 飾演 Mana Phromdeetham
- 帕瑞斯·因塔拉科瑪亞蘇特（Ice） 飾演 Chinnawut Khurawee（Chin）／Rachan

### 其他演員
- 瓦凌通·班哈甘（Great） 飾演 Paul
- 洛蕾娜·舒特（Lena） 飾演 Penny Amnatboworndecha
- 泰特·亨利·邁倫（Tate） 飾演 Pat Amnatboworndecha
- 娜德·米利亞（Nat） 飾演 Narin
- 彭緹·斯金杰（Aey） 飾演 Phanida
- 娜溫達·貝爾托蒂（Mint） 飾演 Fahsai
- 威紹特·漢莫拉（Most） 飾演 Thep
- 彭佩‧班亞君（Jab） 飾演 Nakhon
- 帕萬拉特·納蘇里亞（Meaw） 飾演 Fueang
- 拉查儂·蘇普拉可（Guy） 飾演 Kai

### 客串演員
- 戈辛·拉查克羅姆（Go） 飾演 Dul
- 楚蒂瑪·奈亞納（英语：Chutima Naiyana）（Ae） 飾演 富商
- 亞歷山大·布萊恩（Dylan） 飾演 Phukhao
- 詩琳查雅·本蘇婉（Freya） 飾演 Tawan（童年）

## 劇集原聲帶
| 曲序 | 曲目               | 演唱者                                                      | 时长 |
| ---- | ------------------ | ----------------------------------------------------------- | ---- |
| 1.   | 我的世界就是你（โลกของฉันคือเธอ） | - 梅拉達·蘇斯麗 - 吉拉宇·唐思蘇克 - 帕瑞斯·因塔拉科瑪亞蘇特 | 4:11 |

## 劇集迴響

### 泰國電視收視
- 收視最低的集數以藍色表示，收視最高的集數以紅色表示，而空格則表示該集的收視沒有相關數據。

| 集數 No.   | 播放日期      | 播放時段 (UTC+07:00) | 15+收視率        | 來源  |
| ---------- | ------------- | -------------------- | ---------------- | ----- |
| 1          | 2024年7月22日 | 星期一 20:30         | 2.4 （4+收視率） | [ 4 ] |
| 2          | 2024年7月23日 | 星期二 20:30         | 2.4 （4+收視率） | [ 5 ] |
| 3          | 2024年7月29日 | 星期一 20:30         |                  |       |
| 4          | 2024年7月30日 | 星期二 20:30         | 2.278            | [ 6 ] |
| 5          | 2024年8月5日  | 星期一 20:30         | 2.442            | [ 7 ] |
| 6          | 2024年8月6日  | 星期二 20:30         | 2.399            | [ 8 ] |
| 7          | 2024年8月12日 | 星期一 20:30         |                  |       |
| 8          | 2024年8月13日 | 星期二 20:30         | 2.882            | [ 9 ] |
| 平均收視率 | 平均收視率    | 平均收視率           |                  | 1     |

^1  基於每集的平均觀眾份額。

## 爭議
此劇於2024年9月17日播出了第18集，劇情來到女主Tawan與同事Paul決定結婚的場景，但Tawan直到婚禮前夕才意識到自己深愛著青梅竹馬Mana，最後仍執意與Paul結婚，且婚後還與Mana發生一夜情。劇情播出後，衝上社群平台X泰國區的熱搜排行榜第一名。網友紛紛表示：「編劇將女主人設訂立為一位堅毅的新時代女性，卻將其描寫對婚姻不忠，令人無法接受。」

## 外部連結
- MyDramaList上的劇情簡介（英文）
- 豆瓣电影上《世界圍繞你》的資料 （简体中文）